# Myonia labana
Myonia labana är en fjärilsart som beskrevs av Druce 1899. Myonia labana ingår i släktet Myonia och familjen tandspinnare. Inga underarter finns listade i Catalogue of Life.